# شعب عسيل (السياني)
شعب عسيل محلة تابعة لقرية الجرامعة، التابعة لعزلة الازارق بمديرية السياني إحدى مديريات محافظة إب في الجمهورية اليمنية.، بلغ تعداد سكانها 33 حسب تعداد اليمن لعام 2004.